# Direction des travaux maritimes
Les directions des travaux maritimes étaient des directions déconcentrées du service des travaux immobiliers et maritimes, ancienne direction subordonnée à l'État-Major de la Marine, puis, à compter de 2005, des directions déconcentrées du service d'infrastructure de la Défense nationale française. Elles étaient en 2005 au nombre de trois :
- la direction des travaux maritimes de Brest,
- la direction des travaux maritimes de Toulon et
- la direction des travaux maritimes de Cherbourg.

Deux directions des travaux maritimes furent dissoutes en raison de la perte d'importance des places concernées pour la Marine nationale : il s'agit de :
- la direction des travaux maritimes de Rochefort (la Marine a quitté la région) et de
- la direction des travaux maritimes de Lorient (gérée depuis comme antenne de celle de Brest).

Les directions des travaux maritimes, ou DTM, étaient chargées principalement de la conception, la réalisation et le maintien en condition des infrastructures immobilières et portuaires des ports militaires, des bases d'aéronautique navale et des diverses installations de la marine nationale dispersées sur le territoire (sémaphores, stations de transmissions, pyrotechnies, etc.). Elles avaient repris les missions dévolues aux « ingénieurs de la marine » dès l'époque de Colbert. Leurs attributions étaient de caractère technique (études de définition, de conception des ouvrages de bâtiment, de génie civil, d'ouvrages à la mer et d'outillages portuaires) et administratif (administration du domaine de l'État).
Fin 2008, par l'arrêté du 25 septembre 2008 publié au journal officiel le 3 octobre 2008, la dénomination de ces directions a été modifiée. Il s'agit désormais de :
- la direction régionale du service d'infrastructure de la Défense de Brest,
- la direction régionale du service d'infrastructure de la Défense de Toulon et
- la direction d'infrastructure de la Défense de Cherbourg.

Fin 2010, par l'arrêté du 13 décembre 2010 publié au journal officiel le 18 décembre 2010, la dénomination de ces directions a à nouveau été modifiée. Il s'agit désormais de :
- l'établissement du service d'infrastructure de la Défense de Brest,
- l'établissement du service d'infrastructure de la Défense de Toulon et
- l'unité de soutien de l'infrastructure de la Défense de Cherbourg, relevant de l'établissement du service d'infrastructure de la Défense de Rennes[1].

1. ↑  Anciennement Direction régionale du génie de Rennes, puis depuis fin 2008 Direction régionale du service d'infrastructure de la Défense de Rennes.